# Fractale de Vicsek

Fractale de Vicsek.

En mathématiques, la fractale de Vicsek, connue également sous le nom  de fractale box, résulte d'une construction similaire à celle du tapis de Sierpinski. 
Le carré unité est décomposé en neuf sous-carreaux sur la grille régulière 3 par 3. Les carreaux dans les coins sont enlevés, les cinq autres restent. Ce procédé est récursivement répété pour les carreaux gardés. La fractale de Vicsek est l'ensemble obtenu à la limite. Sa dimension de Hausdorff est (log 5)/(log 3) ≃ 1,46497.

Quatre itérations de la fractale (en deux formes : haut et bas).